# Spilocephalus
Spilocephalus is een geslacht van kevers uit de familie bladkevers (Chrysomelidae).
De wetenschappelijke naam van het geslacht werd in 1888 gepubliceerd door Martin Jacoby.

## Soorten
- Spilocephalus apicalis (Jacoby, 1906)
- Spilocephalus bipunctatus (Allard, 1889)
- Spilocephalus intermedius (Jacoby, 1895)
- Spilocephalus viridipennis Jacoby, 1888